# B'Tselem
B'Tselem es la abreviatura de la organización Centro de Información Israelí para los Derechos Humanos en los Territorios Ocupados (מרכז המידע הישראלי לזכויות האדם בשטחים, en hebreo), que fue establecida en 1989 por un grupo de destacados académicos, abogados, periodistas y miembros de la Knesset (parlamento de Israel). Se encarga de documentar ante el público israelí y sus responsables políticos las violaciones de derechos humanos en los territorios ocupados del Estado de Palestina (Cisjordania, Jerusalén Este y la Franja de Gaza), así como de luchar contra el fenómeno de la negación frecuente entre el público israelí y de ayudar a crear una cultura de derechos humanos en Israel. El trabajo continuado de B'Tselem en defensa de los derechos humanos de la población palestina bajo ocupación le ha valido duras críticas de los políticos y activistas israelíes de derechas, así como numerosos premios y elogios por parte de instituciones, académicos y periodistas internacionales. 

## Historia
B'Tselem fue creada en febrero de 1989 por un nutrido grupo de abogados, médicos y académicos israelíes con el apoyo de un grupo de presión formado por diez miembros de la Knesset. Su objetivo era documentar las violaciones de los derechos humanos en los territorios ocupados (Franja de Gaza y Cisjordania), al tiempo que se comprometía con la seguridad y el carácter humanista del Estado de Israel. En 1988 las fuerzas israelíes mataron a 311 palestinos, de los cuales 53 eran menores de 17 años. Los asesinatos se produjeron durante una oleada de protestas y rebeliones palestinas en la que también murieron 12 israelíes. La rebelión se conoce como la Primera Intifada.
La financiación de B'Tselem procede de particulares (tanto israelíes como extranjeros), además de fundaciones europeas y norteamericanas centradas en los derechos humanos.
En 2014, B'Tselem dejó de enviar a las Fuerzas de Defensa de Israel (IDF) las denuncias que recibía de palestinos de Gaza sobre presuntos crímenes de guerra de las IDF allí. En 2016, B'Tselem también dejó de enviar a las IDF denuncias de presuntos crímenes de guerra de las IDF en Cisjordania porque alegó que las IDF usaba dichos informes para encubrir las denuncias.
En 2016, el director ejecutivo de B'Tselem, Hagai El-Ad, pidió a la ONU que tomara medidas contra los asentamientos israelíes, que según él estaban comprometiendo un acuerdo de paz con los palestinos.
En un informe publicado el 12 de enero de 2021, B'Tselem calificó a Israel de "régimen de apartheid" consagrado a la supremacía judía y afirmó que la nación había dejado de ser una democracia, tras un informe similar de la Comisión Económica y Social de la ONU para Asia Occidental publicado en 2017 que concluía que Israel es "culpable del crimen de apartheid".

### Primera Intifada
Cuando la Primera Intifada estalló en 1987 y las noticias de huelgas, boicots y protestas comenzaron a llegar a Israel desde la Palestina ocupada, el gobierno israelí reaccionó enviando 80 000 soldados a Cisjordania bajo las instrucciones de Isaac Rabin, entonces ministro de defensa israelí, de "romperles los brazos y las piernas". Un grupo de unos cien políticos e intelectuales israelíes, entre los que se encontraban el novelista A. B. Yehoshua y el jurista Amnon Rubinstein, firmaron una petición que solicitaba la creación de una ONG que vigilara el comportamiento del ejército israelí en los territorios ocupados. B'Tselem nació en 1990, en el período álgido de la Primera Intifada, y se dedicó a recopilar datos sobre los diversos incidentes derivados de la ocupación. Los medios nacionales e internacionales, e incluso el ejército israelí, se basaron en estos datos para sus informes sobre la situación.
B'Tselem ha alcanzado un lugar destacado entre las organizaciones de derechos humanos a nivel internacional. En diciembre de 1989 recibió el Premio Carter–Menil por los Derechos Humanos, creado en 1986 por el expresidente de los Estados Unidos Jimmy Carter y el filántropo francoestadounidense Dominique de Ménil para "promover la protección de los derechos humanos a lo largo del mundo".
Con sus informes, B'Tselem se ha ganado una reputación de informador preciso y las autoridades israelíes se refieren a ella con seriedad. B'Tselem asegura la fiabilidad de la información que publica mediante la realización de su propio trabajo de campo e investigación, cuyos resultados se comprueban a fondo de forma cruzada con los documentos pertinentes, fuentes oficiales del Gobierno, y la información procedente de otras fuentes, entre ellas israelíes, palestinas y de otras organizaciones de derechos humanos.

## Organización

### Etimología
B'Tselem significa literalmente "a imagen de" en hebreo, y en ocasiones se utiliza como sinónimo de dignidad humana. La palabra está tomada del Génesis 1:27: "Creó, pues, Dios al ser humano a imagen suya, a imagen de Dios le creó, macho y hembra los creó". La Declaración Universal de Derechos Humanos también se inspira en esta sección de la Biblia cuando establece que "Todos los seres humanos nacen iguales en dignidad y derechos".

### Financiación
B'Tselem es una organización independiente que se financia con las contribuciones de fundaciones en Europa y América del Norte que apoyen las actividades de derechos humanos en todo el mundo, y por aportaciones particulares en Israel y en el extranjero. Entre sus donantes se incluye el Ministerio británico de Asuntos Exteriores, el Ministerio suizo de Asuntos Exteriores, la Comisión Europea, la Comisión Internacional de Juristas o la Fundación Ford.

### Junta directiva
Entre los miembros de la Junta de B'Tselem se incluyen profesores universitarios, periodistas y activistas de organizaciones israelíes de derechos humanos. Su actual director ejecutivo es Hagai El-Ad.

### Ámbito de actuación
Como organización israelí por los derechos humanos, B'Tselem actúa fundamentalmente para cambiar la política del gobierno israelí en los territorios ocupados de Palestina y para garantizar que su gobierno, que dirige y administra los territorios ocupados, protege los derechos humanos de los residentes en ese país y cumple con las obligaciones que le incumben en virtud del derecho internacional. 

### Campañas
Durante la Guerra de Gaza de 2014, B'Tselem trató de difundir un mensaje publicitario en la radio israelí en el que simplemente mencionaba los nombres de 20 niños palestinos muertos por los ataques israelíes. Sin embargo, la autoridad radiofónica israelí prohibió el mensaje aduciendo que llevaba implícito un mensaje político.

## Recepción
El historiador Mordechai Bar-On escribe que los informes de B'Tselem "incluían con frecuencia desagradables relatos del comportamiento de los funcionarios de seguridad israelíes" y que los israelíes "a menudo se sentían perturbados por estos informes." Al mismo tiempo, los medios de comunicación israelíes consideraban a la organización "una fuente fiable de información" y sus informes resultaron ser exactos en la mayoría de los casos. Las autoridades militares israelíes también recurrían con frecuencia a B'tselem para confirmar la información de las propias IDF. También se la ha calificado como la mejor fuente neutral sobre incidentes en los territorios palestinos.
Críticos de B'Tselem, como el Committee for Accuracy in Middle East Reporting in America, el thintank neoconservador Jerusalem Center for Public Affairs y Caroline B. Glick, han cuestionado la exactitud de sus informes, argumentando que en ocasiones B'Tselem ha clasificado a combatientes y palestinos árabes como víctimas civiles. B'tselem ha rebatido a sus críticos.
En 2011, el ministro de Asuntos Exteriores de Israel Avigdor Lieberman, pidió una investigación parlamentaria de B'Tselem y otras organizaciones de derechos humanos. En un discurso ante sus compañeros del partido derechista Yisrael Beiteinu ("Israel, nuestro hogar"), dijo que a esos grupos "claramente no les preocupan los derechos humanos. Difunden mentiras, calumnian e incitan contra el Estado de Israel y contra los soldados israelíes... Está claro que estas organizaciones son cómplices del terrorismo y su único objetivo es socavar Israel".
Una respuesta de las IDF de 1992 a un informe concreto de B'Tselem sobre las actividades de las unidades militares encubiertas señalaba que "una gran parte de los incidentes citados se atribuyen a fuentes vagas y anónimas, a menudo rumores o historias recogidas de la prensa". La carta de las IDF añadía que el informe de B'Tselem "ignora la situación imperante en la zona, en la que terroristas armados y duros, que no se adhieren a ningún código de derecho, han perpetrado atentados terroristas". Al mismo tiempo, la carta de las IDF también reconocía irregularidades cometidas por las fuerzas militares. En un incidente sobre el que B'Tselem informó en Idna, las IDF comentaron que una investigación policial "descubrió que un oficial y varios soldados fueron aparentemente negligentes en el cumplimiento de sus deberes y actuaron de forma ilegal." Las IDF dijeron que no podían hacer comentarios sobre algunos de los otros casos del informe de B'Tselem debido a los procedimientos judiciales en curso. En una entrevista con Haaretz en 2009, el Fiscal General Militar, General de Brigada Avichai Mendelblit, elogió a B'Tselem, diciendo que ayudan a su oficina a hablar con los testigos y aclarar las denuncias. También dijo que la organización "se esfuerza, como nosotros, por investigar la verdad".
Caroline B. Glick, editora adjunta de The Jerusalem Post, afirmó en un editorial que B'Tselem es una organización radical de izquierda con una historia documentada de falsificación y distorsión de datos. NGO Monitor, una ONG de derecha calificada por The Economist y la Jewish Telegraphic Agency de proisraelí con el objetivo declarado de vigilar otras ONG que operan en Oriente Medio, ha acusado a B'tselem de tener una agenda política y de falsificar y distorsionar datos en lo referente a las denuncias de las supuestas violaciones de los derechos humanos en los territorios palestinos.En 2015 el presidente de NGO Monitor dijo que B'Tselem trata de deslegitimar al Estado israelí y dijo que la organización estaba librando "una forma muy peligrosa de guerra" contra Israel.
En respuesta a un discurso pronunciado por El-Ad ante el Consejo de Seguridad de Naciones Unidas en el que instaba a la comunidad internacional a tomar medidas contra los asentamientos israelíes, el primer ministro Benjamín Netanyahu anunció que trabajaría para prohibir que los voluntarios del servicio nacional trabajar en B'Tselem. El gobierno de Estados Unidos se declaró "preocupado" por los ataques de funcionarios del gobierno a B'Tselem, y el portavoz del Departamento de Estado, John Kirby, declaró que Estados Unidos "cree que una sociedad civil libre y sin restricciones es un componente fundamental de la democracia... es importante que los gobiernos protejan las libertades de expresión y creen una atmósfera en la que todas las voces puedan ser escuchadas".

## Premios y elogios

### Premios internacionales
- Premio Estocolmo a los Derechos Humanos (2014).[1] "B'Tselem es una de esas organizaciones únicas que trabajan incansablemente para promover los derechos humanos mientras luchan contra una voz mayoritaria".[37]
- Premio a los Derechos Humanos de la República Francesa.[38]

## Publicaciones representativas
- La Franja de Gaza: Una Gran Prisión, 2007. (en inglés)
- Personal Médico Dañado: el retraso, abuso y humillación del personal médico por las fuerzas de seguridad israelíes, 2003 (en inglés)
- Sed de una solución: la escasez de agua en los Territorios Ocupados y su solución en un acuerdo sobre el estatus definitivo, 2000 (en inglés)
- Land Grab: Política israelí de asentamientos en Cisjordania, 2002 (en inglés)